# Smashburger
Smashburger es un restaurante de comida rápida de hamburguesas estadounidense, fundada en Denver, Colorado. A partir de febrero de 2018, cuenta con más de 370 restaurantes corporativos y de franquicia en 37 estados del país y en 9 países.
Fundado en 2007 por los veteranos de la industria de los restaurantes, Rick Schaden y Tom Ryan, la cadena sirve hamburguesas ''rotas'', usando un proceso especializado para cocinarlas en una plancha de cocina a fuego alto. El chef Schaden, el cual detestaba las hamburguesas poco hechas, decidió inventar esta técnica con la que se aseguraba de que la carne quedaba jugosa pero bien hecha. Esta técnica los abrasa, y bloquea la presencia de grasas y jugos en la carne. Estos se completa con una serie de diversos tipos de ingredientes y pueden ser personalizados. Además, la cadena también ofrecen hamburguesas únicas en cada ciudad en donde poseen sus restaurantes. El menú también incluye pollo, pavo y sándwiches de champiñones, así como papas fritas, batatas fritas, pepinillos fritos y otros productos.
El restaurante experimentó un rápido crecimiento desde su primer restaurante inaugurado en 2007, por lo que se abrieron varios cientos de locales en los próximos años, pero una desaceleración mayor de la industria de "mejores hamburguesas", hizo que la compañía redujera su tamaño y proceso de expansión. Inicialmente, los dueños de la franquicia consideraron una oferta pública de venta, pero el operador de servicios de comida rápida con sede en Filipinas, Jollibee Foods Corporation, compró el 40% de las acciones de la compañía en 2015, que en entonces estaban valoradas en $335 millones de dólares. Posteriormente Jollibee se convierte en el accionista mayoritario, tras obtener el 85% de la franquicia en 2018.

## Historia

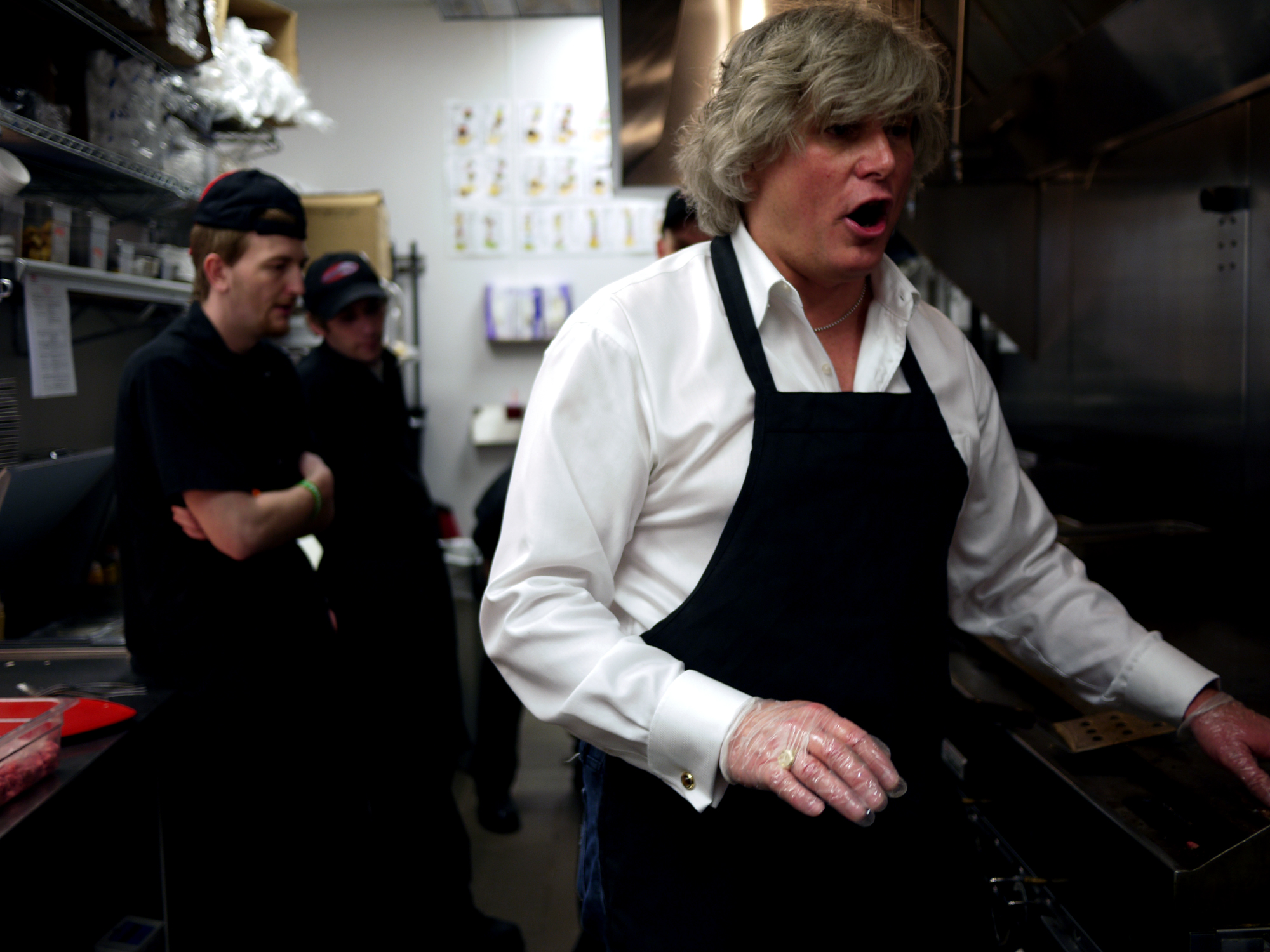
Tom Ryan, cofundador de Smashburger, en la cocina de uno de sus restaurantes en Cincinnati, 2013.

### Creación
Smashburger fue fundada en 2007 por veteranos de la industria de comida rápida. Tom Ryan había ayudado previamente para desarrollar el concepto de pizza con corteza rellena para Pizza Hut y más tarde ejerció como jefe de concepto en McDonald's, y David Prokupek era un ex-propietario de Quiznos. Ambos se lanzaron la empresa bajo la firma de la empresa privada Consumer Capital Partners. El restaurante fue concebido para destacar en el gran mercado de las hamburguesas, siendo parte de una oleada de restaurantes que ofrecían la ''mejor hamburguesa'', incluyendo Shake Shack, el cual utilizaba técnicas similares. La cadena se llama Smashburger, en la que Ryan declaró después, que le pusieron ese nombre porque aquel nombre "tenía esa connotación realmente genial sobre la elaboración manual de nuestros alimentos, la cual hacemos con mucha devoción. También porque tenía ese enfoque orgánico, terrenal, comúnmente popular, y tenía un poco de inquietud hacia las personas más jóvenes y generacionales". Ryan tiene experiencias en las ciencias alimenticias, y ha estudiado extensamente sobre técnicas culinarias.
Con un capital de $15 millones de dólares, ambos empresarios compraron el Icon Burger, un restaurante de Denver, con el fin de experimentar con técnicas de cocina y administración para un restaurante de hamburguesas de alta gama. Posteriormente estuvieron 6 meses desarrollando un eficiente y rápido "motor de cocina", diseñando la cocina del restaurante para tener superficies modulares, y con una plancha central que alberga un área refrigerada debajo de donde se almacenan las albóndigas. Esto permite que el cocinero de las hamburguesas se suministre adecuadamente, sin la necesidad de alejarse de la plancha. El concepto de cocina fue posteriormente adaptado y estandarizado para cada sede de Smashburger. La técnica de ''aplastamiento'' que es característica del restaurante, se logra con un cortador y mediante técnicas especiales, que también le permiten entrenar nuevos cocineros de forma rápida, y abrir nuevas dependencias sin tener que rediseñar el proceso de fondo. Ellos hacen uso de planchas de cocina y han rechazado los pollos asados o las parrillas de barbacoa, y los fundadores hicieron una prueba ciega de 300 tipos de carne de res, incluyendo variedades de Wagyu y buey de Kobe para las hamburguesas, antes de decidirse con carne picada de res de Angus. Los fundadores redujeron sistemáticamente las opciones hasta que solo quedaron cuatro, y se percataron que todas eran carne de res Angus, proporcionada por distintos distribuidores.

### Crecimiento

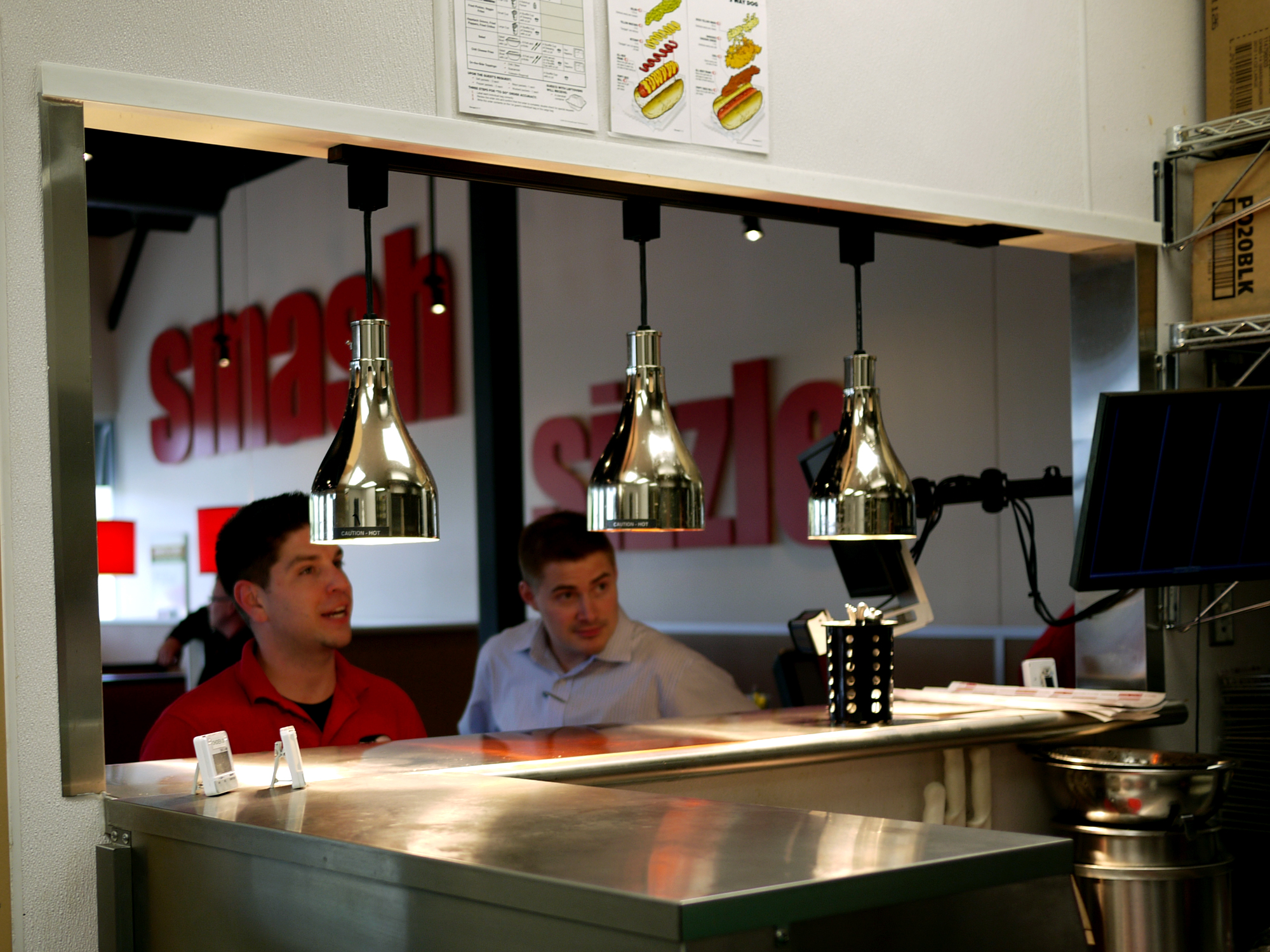
Interior de la cocina de un restaurante Smashburger.

Con Prokupek como director ejecutivo y Ryan a la cabeza del desarrollo del menú, el restaurante fue desarrollado con una rápida escalabilidad en mente. El primer restaurante de Smashburger fue inaugurado en Denver en junio de 2007, y posteriormente la cadena se expandió hacia Houston, y luego hacia Minneapolis, áreas donde Ryan y otros directivos fundadores estaban familiarizados con el mercado local de bienes raíces.
El marketing para la cadena se basó en la personalización del menú, la frescura de los ingredientes, y las características que den al restaurante un toque local. El primer marketing de la cadena giró en torno al eslogan "Smash, sizzle, savor". En 2011, cuando el negocio crecía a un constante ritmo, cambió su eslogan a "Smashed Fresh. Served Delicious". El restaurante identificó 14 arquetipos distintivos de clientes a seguir en función a sus niveles de ingresos, geografía, educación y estilo de vida. Si bien se basó inicialmente en gran parte de las redes sociales para construir su marca, la compañía comenzó a publicitar por radio y televisión en 2013, con Definite Productions, con sede en Denver, como gerente de marketing. Posteriormente contrataron a uno de los ejecutivos de esa compañía como jefe de marketing.
La cadena de restaurantes creció a 143 ubicaciones, franquicias medias, y $54 millones en ingresos anuales hacia finales de 2011. En ese mismo año, se informó que tenían hasta 450 acuerdos de franquicia en los libros. En ese año, también se anunció planes para abrir nuevas dependencias en las cercanías de los aeropuertos de Kuwait, Arabia Saudita y Baréin, a través de franquicias. En 2013, la cadena obtuvo $228 millones de dólares en ganancias, y ya poseía 256 dependencias a nivel mundial. En 2014, aumentó a 256 dependencias y $300 millones de dólares en ingresos. En 2015, creció a 312 dependencias con 7 000 empleados. A mediados de 2016, creció a 365 dependencias. En ese mismo año, Smashburger anunció un acuerdo con la franquicias Pearl Investmentes LLC para abrir 26 nuevas dependencias en los Emiratos Árabes Unidos y Catar. Para a mediados de 2017, aumentó a 380 dependencias en 38 estados de los EE. UU. y en 9 países, de los cuales 220 eran propiedad de la compañía, y el resto pertenecían a franquicias.
El éxito de Smashburger y otros restaurantes especializados en hamburguesas se debe a la participación en el mercado de las principales marcas de comida rápida como McDonald's, incluyendo con hamburguesas marca Smashburger siendo vendidas a un alto precio. Dónde McDonald era considerado el líder del mercado en comidas casuales, presenció una caída del 2,4% en ventas y una caída del 15% en el ingreso promedio en 2014, siendo la primera vez en 33 años en ver una caída en sus ingresos. Aquello se debió a los cambios en los gustos del consumidor, y en la creciente popularidad de Smashburger, en la que los consumidores consideraban que era de mejor calidad y más personalizable. Aun así, Smashburger solo cubre una porción relativamente pequeña ante el mercado de hamburguesas más grande de Estados Unidos. El restaurante tuvo una cuota de mercado del 0.2% en el mercado estadounidense en 2014, comparado a 1.4% de Five Guys y el 71% combinado de McDonald's, Wendy's y Burger King.

### Adquisición por Jollibee
Tras su meteórico crecimiento, Smashburger fue para 2013, una propuesta atractiva para una oferta pública de venta. En ese año, obtuvo un crédito de $35 millones de dólares por parte de Golub Capital. Este capital, además de los ingresos generados por operaciones comerciales, respaldarían una expansión 2 o 3 años por parte de la compañía. Sin embargo, su director ejecutivo dijo que la conversión de Smashburger a una compañía pública era una posibilidad para la compañía en un período de largo plazo. En 2015, el director ejecutivo de Smashburger Scott Crane, sugirió nuevamente que la compañía podría prepararse para su propia oferta pública de venta en algún momento, diciendo que hasta ese momento había crecido entre un 20% y 25%, y que estaban abriendo entre 60 y 80 restaurantes al año.
En octubre de 2015, la operadora de servicios de comida rápida Jollibee Foods Corporation con sede en Filipinas, anunció que había adquirido el 40% de Smashburger por $100 millones de dólares, en un acuerdo que le dio al restaurante un valor empresarial de $335 millones. Su director ejecutivo afirmó que la decisión de la venta daría paso a un crecimiento más estable a largo plazo, en vez de confiar en el mercado de valores, el cual resulta ser impredecible. Posteriormente, Smashburger comenzó a hacer publicidad adicional, renegoció el arriendo de varios de sus restaurantes y lanzó una plataforma de tarjeta de fidelización basada en suscripciones llamadas Smash Pass, a fin de aumentar el tráfico de clientes. La cadena también incorporó la Apple Pay, además de presentar ofertas especiales como un pase que permite a los clientes comprar una hamburguesa de $1 dólar por día durante un período de 54 días, en un intento de generar lealtad entre su clientela. También introdujeron nuevos elementos en el menú, como hamburguesas de pavo, tater tots y un "triple doble", aunque este último generó una demanda por infracción de copyright, por parte de In-N-Out Burger.
El restaurante tuvo dificultades para seguir creciendo, en parte debido a que los compradores comenzaron a abandonar las compras en los centros minoristas tradicionales donde concentraban sus restaurantes. Al mismo tiempo, las principales cadenas de restaurantes aumentaron sus esfuerzos en aumentar las ventas y trajeron artículos de menú de mejor calidad para competir con Smashburger y restaurantes como este. Posteriormente, Smashburger vio un descenso general en las ventas, a medida que crecían otros locales bajo la premisa de la ''mejor hamburguesa''. Crane dejó el cargo como director ejecutivo en abril de 2016, y fue sucedido por Mike Nolan, pero renunció 9 meses después y Ryan ocupó el cargo. El restaurante condensó así su estrategia de expansión para centrarse en los mercados existentes, y dio comienzo a programas de tutorías para desarrollar talentos de liderazgo dentro de sus filas de empleados. También adquirió algunos restaurantes de franquicia en varios mercados importantes. Los competidores de Smashburger son Shake Shack y Five Guys también experimentaron muchas de estas dificultades.
En 2016, Smashburger obtuvo un estimado de $338.3 millones de dólares en ventas. El 13 de febrero de 2018, Jollibee aumentó su participación de propiedad a un 85%, luego de acordar otro trato de $100 millones de dólares. Al realizar la adquisición, las compañías afirmaron que la medida permitiría expandir aún más la presencia de Smashburger en el Sudeste asiático.

## Restaurantes

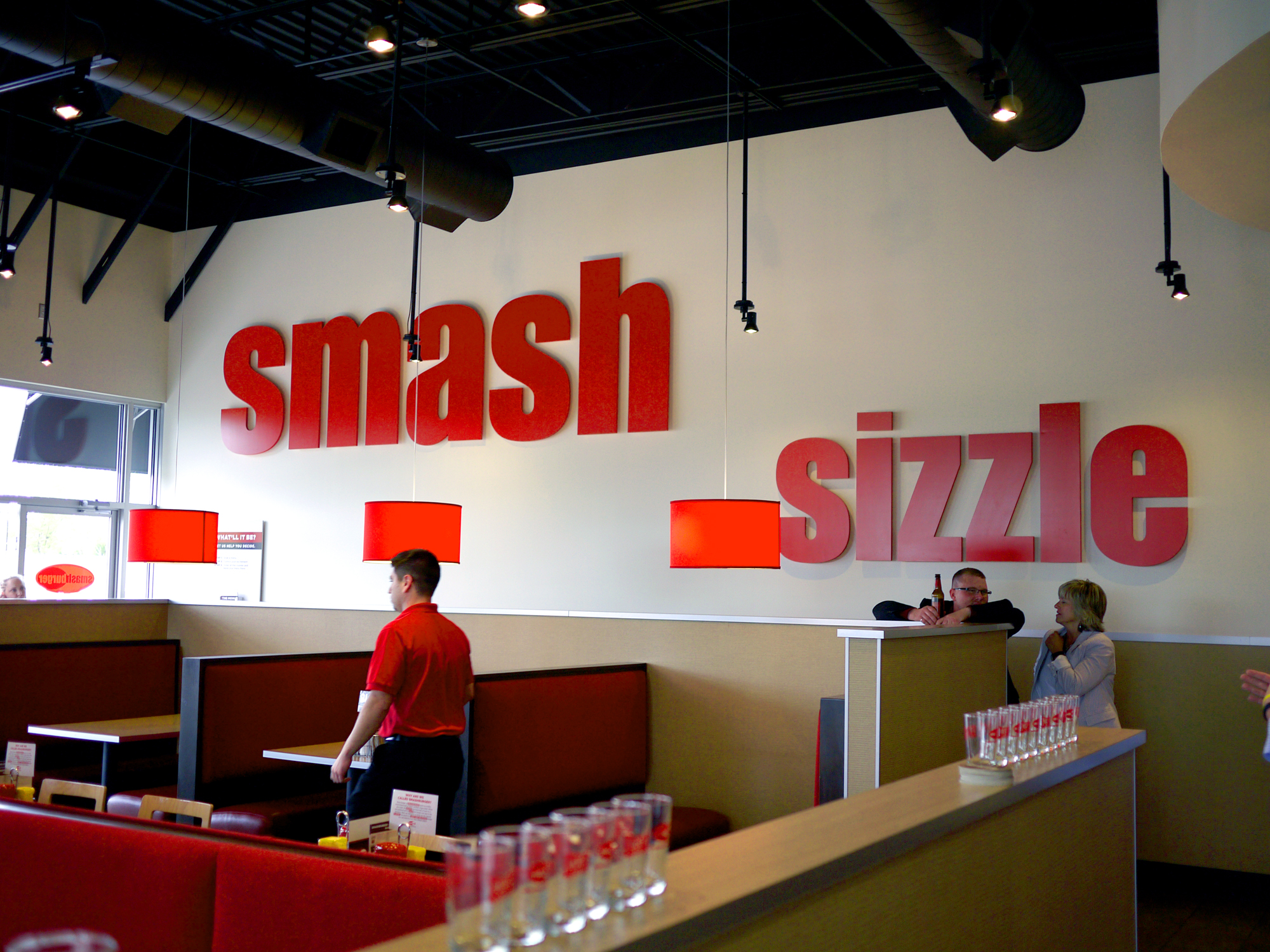
Un Smashburger en Cincinnati, Ohio

Smashburger hace uso de estudios de mercado para saber en donde abrir nuevos restaurantes, y esto ha favorecido en la apertura de nuevas dependencias, cerca de varios campus de las principales universidades de los Estados Unidos, a veces abriendo tiendas directamente en el campus que son administradas por compañías concesionarias como Compass Group y Aramark. También ha buscado abrir dependencias en casinos, especialmente los que se ubican en Las Vegas y en Oklahoma. También han abierto dependencia en aeropuertos de alto tráfico, en asociación con HMSHost. Un típico restaurante Smashburger tiene ingresos de 3 000 y 5 000 dólares durante un momento de comida, pero los restaurantes de mayor tamaño generan entre $3 a $5 millones de dólares anuales en ventas.
Ryan integró el ambiente, decoración, música como parte de una mejor experiencia para el cliente. Los restaurantes son diseñados de forma específica, con un esquema de un destacado rojo brillante, y flujo de clientes. Sin embargo, el restaurante no tiene una huella modelo, y por lo tanto, cada ubicación se puede adaptar al espacio disponible. El interior del restaurante está diseñado con un estilo moderno con iluminación indirecta y decorado con murales fotográficos producidos localmente. Los clientes piden su orden en un mostrador central y su orden es llevada en una bandeja de acero inoxidable. Se les dan cubiertos de plata en vez de plástico. Los restaurantes están diseñados con un ambiente social en mente, y cuentan con mesas altas y bajas, cabinas y un patio al aire libre.
La compañía también posee una banda sonora de música personalizada para restaurantes. Un equipo interno creó y diseñó las bandas sonoras iniciales en base al eslogan ''Smash, sixxle, savor'' del restaurante. A medida que Smashburger comenzó a expandirse, la administración contrató a consultores externos en 2011, para desarrollar un nuevo programa de música que se ajustaría mejor al concepto de restaurante ''moderno y de alta energía'', a pesar de que conservan un ambiente amistoso y familiar. La música del restaurante se diseñó posteriormente para un público objetivo de 32 años, evitando el exceso de música bubblegum pop o electrónica y arraigada en el pop contemporáneo, permitiendo que su pista de sonido sea mainstream pero permitiendo clásicos antiguos, y música internacional nueva y emergente. Las ubicaciones internacionales presentan también cuentan con una banda sonora de inspiración estadounidense.
La compañía también tiene incentivos para los empleados de las tiendas que posee directamente con el fin de aumentar la moral del grupo, incluyendo el pago de $9 dólares la hora en 2011, superior al salario mínimo, que corresponde a $7.25 dólares. También se otorgan bonificaciones por ciertos hitos de los empleados. A los cocineros se les otorga dinero extra por completar pedidos en menos de 6 minutos, mientras que los gerentes reciben bonificaciones por cumplir con los objetivos de ingresos mensuales y obtener reseñas positivas de los clientes.

### Premios
Smashburger fue catalogada como la ''Compañía más Prometedora de Estados Unidos'' en 2011, por la revista Forbes. En 2014, apareció nuevamente en esa categoría, posicionándose en el 6° lugar. En 2017, la cadena fue nombrada como el restaurante de hamburguesas más popular de Estados Unidos, tras la encuesta anual EquiTrend, realizada por The Harris Poll. Crane fue nombrado como uno de los ''10 Ejecutivos a Ver'' por Nation's Restaurant News, durante su período de administración en la compañía.

## Menú

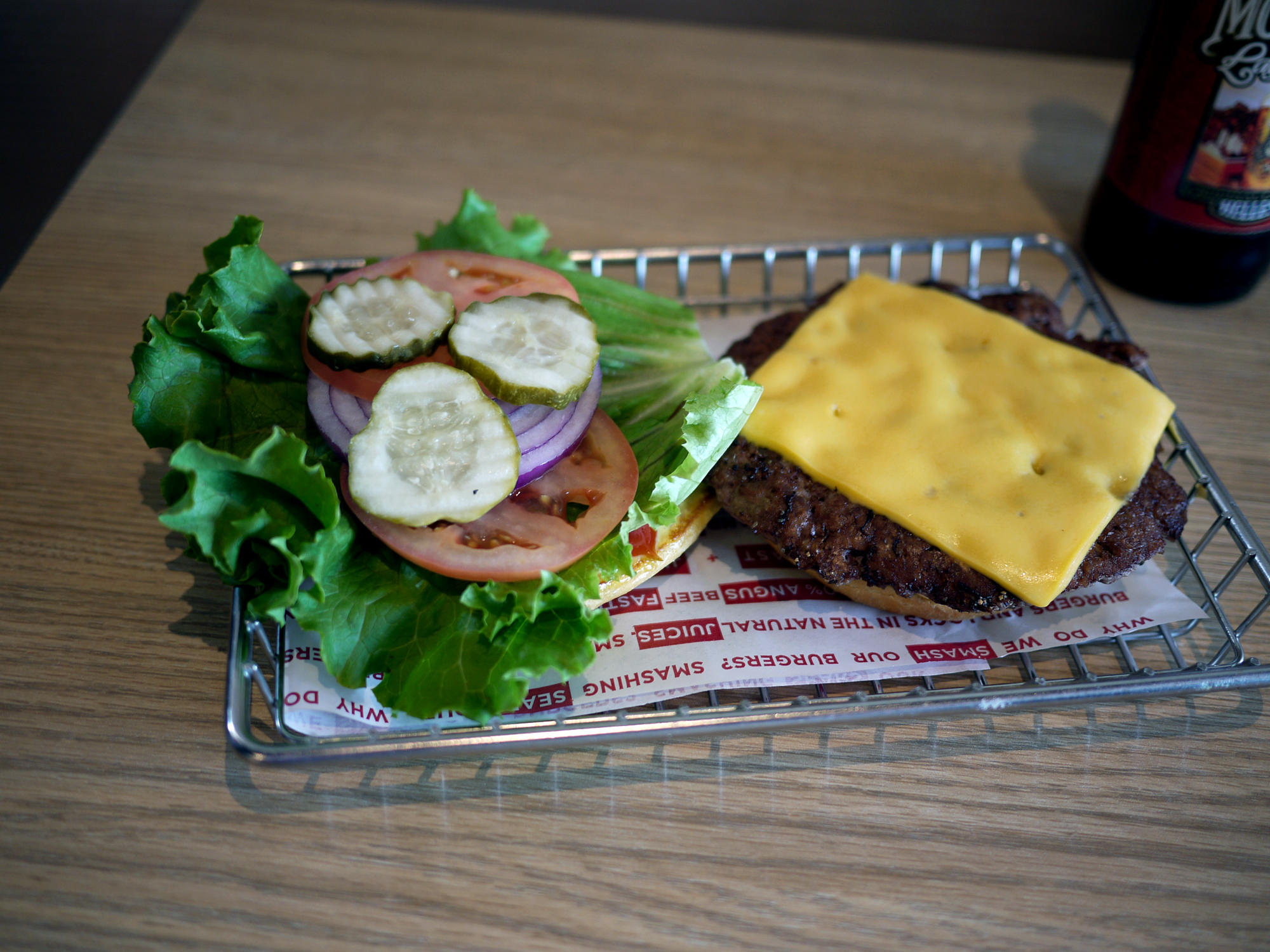
Un Smashburger con ingredientes estándar.

El menú del restaurante se enfoca especialmente en hamburguesas, sándwiches de pollo, hamburguesas de frijoles negros y ensalada, junto con una variedad de ingredientes y opciones que pueden ser personalizados al gusto del cliente. La compañía también ofrece comidas para acompañar, como papas fritas, batatas fritas, cabollas fritas, y pepinillos fritos, y "papas fritas'' cubiertas con aceite de olivo y romero. Muchos de los sadwiches están cubiertos con una ''salsa smash'', hecha con mayonesa, mostaza, pepinillos y zumo de limón. El principal postre de Smashburger es un batido hecho con helado de la marca Häagen-Dazs. Por cada 100 hamburguesas, se venden alrededor de 20 batidos.
La cadena experimentó por un tiempo con un menú de desayuno, pero encontró de que no era rentable, representando el 10% de los ingresos, pero al mismo tiempo representaba el 30% de los gastos. Algunas de sus dependencias especializadas, como las de los casinos, continúan ofreciendo menús de desayuno. Smashburger también intentó un sistema para que los clientes llenaran las cartas de menú mientras esperaban su orden, pero tampoco pudo ser viable.

### Técnica de hamburguesa
Las hamburguesas del restaurante se crean usando filetes de carne molida de res Aberdeen angus, y cortada en finas rodajas. Por lo general, los restaurantes de comida rápida usan típicamente carne molida para realizar sus hamburguesas. También comercializa su carne como ''fresca, nunca congelada'' y la ternera se transporta en porciones de 10 libras (4.5 kg) desde los lugares de distribución hasta los restaurantes cada mañana. Allí, los empleados dividen la carne en ligeras albóndigas a mano. La albóndiga de hamburguesa posee un sabor similar al caldo y también se le sazona con una mezcla patentada por la compañía, que incluye sal kosher, pimienta negra, y ajo, previo a ser cocinado. Mientras tanto, los panecillos de la hamburguesa se preparan en una tostadora de compresión y se le rueda en mantequilla, afín de que no se humedezcan cuando se le coloque la hamburguesa.

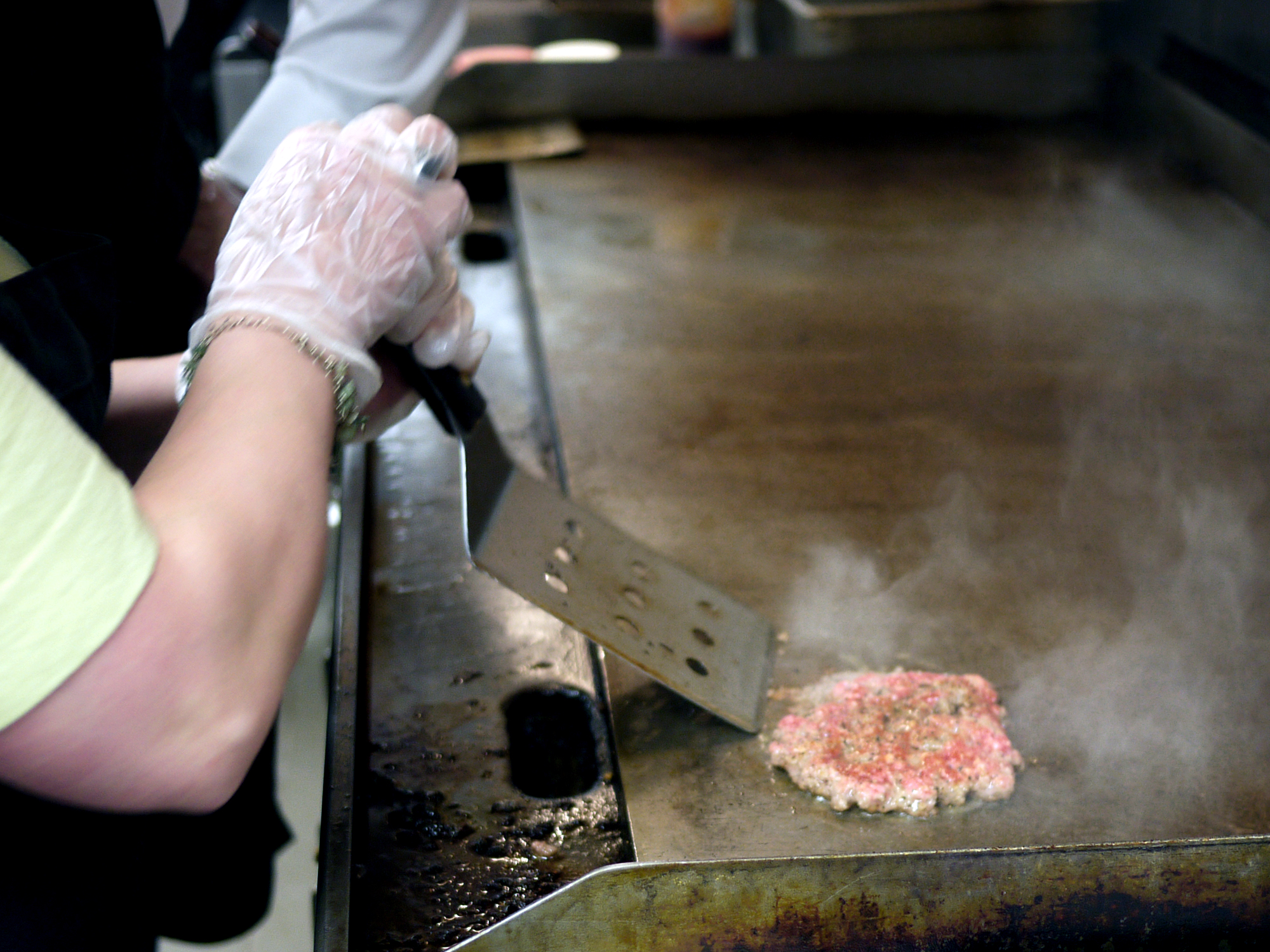
Un empleado "rompe" una hamburguesa en la cocina de un Smashburger.

Las hamburguesas son producidas en formato hecho a pedido, cuya técnica característica del ''aplastamiento'' de la Smashburger, es colocar la albóndiga en una plancha calentada a 385 °F (196 °C) y aplastarla duramente con una herramienta especial durante 10 segundos, hasta que quede totalmente plana. Generalmente las hamburguesas no se vuelven a presionar después de que se comienzan a cocinar, ya que una vez que la hamburguesa se calienta hasta cierto punto, la grasa comienza a derretirse, pero si se sigue presionando, se exprimirá los jugos de la carne y hará que se seque. Esta técnica carameliza la parte inferior de la hamburguesa que está sobre la plancha untada con mantequilla y bloquea los jugos en la hamburguesa, evitando que esta salga y que marinen la hamburguesa con sus propios jugos. La técnica de ''aplastamiento'' también permite cocinar la hamburguesa en solo 3 minutos, siendo más rápido que una hamburguesa promedio, que suele tardar 8 minutos es cocinarse. Bajo este rápido sistema de cocina, hace pasar a los clientes de forma más rápida en las mesas, en la que esta llega a recibir 3 grupos distintos de clientes en una hora, en lugar de 2 grupos como suele ser comúnmente.

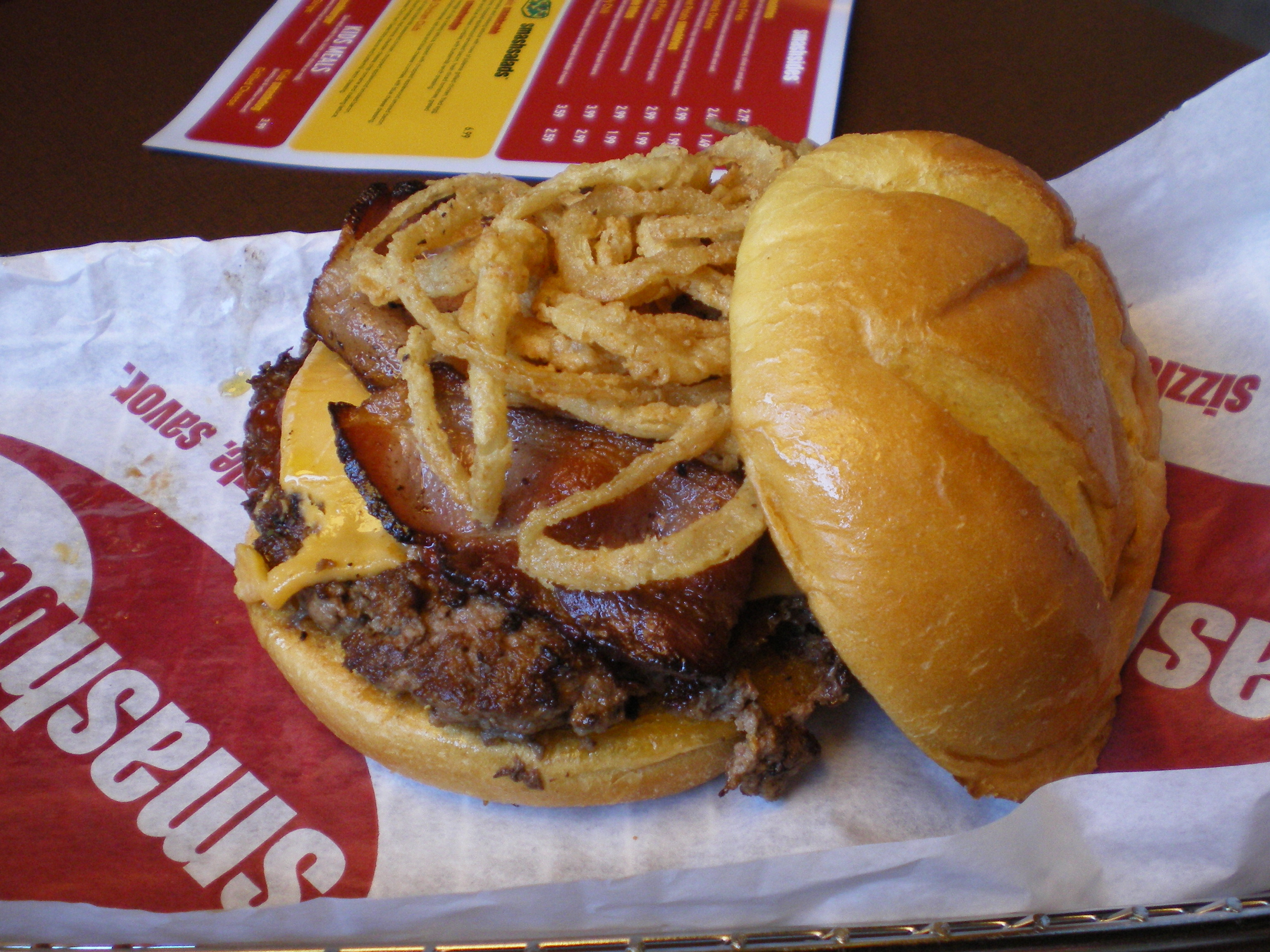
Hamburguesa con queso cheddar, tocino, salsa BBQ y cebolla frita en la parte superior, otro elemento del menú principal.

Para evitar el estigma de una cadena de restaurantes, Smashburger elabora sus hamburguesas basándose en la ciudad en donde está su dependencia y las comercializa extensamente. Estas hamburguesas son diseñadas luego de consultar a los distribuidores locales sobre los ingredientes que más se envían en la ciudad o que están relacionados con su área geográfica. Por ejemplo, las dependencias de Smashburger en Colorado sirven hamburguesas con pimentón verde asado, mientras que las dependencias en Miami las sirven con chorizo a la parrilla. En Minneapolis, la cadena tiene una variedad doble de cebolla y queso que evoca la cocina escandinava y alemana. En Oklahoma ofrecen encurtidos fritos localmente populares, mientras que en  Boston las sirven con cebolla y chutney de arándano suministrado localmente por Ocean Spray. Las hamburguesas tienden a ser creaciones originales en vez de duplicar los sabores locales; en el caso de Minneapolis la cadena evitó de forma deliberadamente vender una hamburguesa similar a la renombrada Jucy Lucy. Hay excepciones, como en los restaurantes Kalamazoo y Grands Rapids, donde las hamburguesas locales están coronadas con aceitunas, una tradición que una vez había sido muy común.
El restaurante recibió críticas por parte de expertos de la salud, ya que consideraban de que algunos de sus productos del menú eran poco saludables. Una gran Smashburger “con tocino BBQ  y cheddar" posee 1 050 calorías, mientras que una ''malteada de chocolate oreo'' posee 950 calorías. Inicialmente, el restaurante preparaba hamburguesas grandes y comercializaba grandes porciones como un valor agregado, pero a medida que se expandía, comenzó a ofrecer diferentes tamaños para atraer a un público más amplio. COn el fin atraer a las personas preocupadas por la salud y aquellos que prefieren alimentos a un bajo costo, la cadena comenzó a ofrecer distintas variedades de hamburguesas de 1⁄4 de libra (0.11 kg), de 1⁄3 de libra (0.15 kg) y de 1⁄2 libra (0.23 kg).

### Bebidas locales e ingredientes principales

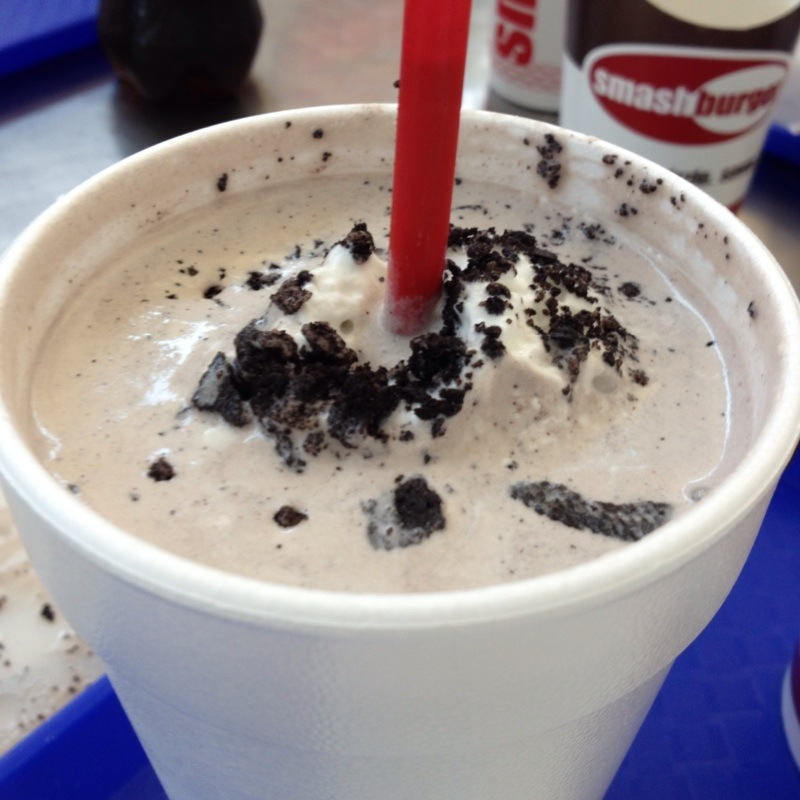
Una malteada de galletas Oreo en Smashburger, el cual está hecho con helado Häagen-Dazs.

Smashburger obtiene sus ingredientes de productores locales, siempre y cuando sean posibles. Las sucursales en Chicago sirven hamburguesas con salsa barbecue de Sweet Baby Ray, mientras que las hamburguesas de Tennessee usan salsa barbecue Jack Daniel, en Florida aplican salsa barbecue mezclada con zumo de naranja, en Nueva Orleans usan una mezcla entre salsa barbecue y jarabe Barq y finalmente en Utah, aplican salsa barbecue con miel. Los rollos de bolillo son servido como panecillos en las sucursales en California, mientras que en Chicago sirven pretzels, en Minnesota sirven panes de cebolla, y en Nueva York sirven brioche.
En 2012, la compañía lanzó un programa para asociarse con cervecerías regionales, afín de que sirvieran cervezas propias de cada estado, junto con sus hamburguesas. Este programa fue promovido con eventos de degustación por blogueros y medios de comunicación locales. En este programa, cada hamburguesa en el menú de Smashburger se combina con una cerveza específica, que luego se venden en los restaurantes en aquella área. Posteriormente, Ryan declaró de que hubo un aumento de entre un 30% y 50% en la venta de cervezas en sus dependencias. Aproximadamente 15 a 20 por ciento de todos los órdenes ahora incluyen un orden de cerveza. Entre las cervecerías que se han asociado con Smashburger son Ellum Brewing Co. en Dallas, Summit Brewing Co. en Minneapolis, Sixpoint Brewery en Nueva York, y Christian Moerlein Brewing Co.